# Doris McCarthy
Doris McCarthy (Calgary, 7 juli 1910 – Toronto, 25 november 2010) was een Canadees kunstschilderes, kunstdocente en schrijfster van drie autobiografieën. Ze was docent aan de Central Technical School in Toronto en was de eerste vrouwelijke voorzitter van de Ontario Society of Artists. Ze schilderde landschappen en ijsbergen.

## Biografie
McCarthy werd in Calgary geboren en ging met haar ouders naar Toronto toen ze drie jaar oud was. Ze studeerde aan de Ontario College of Art waar ze les kreeg van verschillende leden van de Group of Seven: Alexander Young Jackson, Arthur Lismer, Lawren Harris en James Edward Hervey MacDonald. Hier studeerde ze af in 1930.
Van 1932 tot 1972 doceerde ze aan de Central Technical School in Toronto. Ze werd benoemd tot de eerste vrouwelijke voorzitter van de Ontario Society of Artists en reisde hiervoor de wereld rond om schetsen en foto's te maken. Als kunstenaar ontwikkelde ze zich in de abstracte kunst, surrealisme en verschillende nieuwe schilderconcepten. 
In 1939 kocht ze het huis waar ze haar leven lang is blijven wonen. Haar moeder ontraadde haar dat toen en noemde het een Fools Paradise. Omdat ze het huis toch kocht, besloot ze het die naam te geven. Daarnaast had ze een zomeratelier in Georgian Bay, mede vanwege haar liefde voor het Canadese noordpoolgebied. Ze schilderde in het gehele land en richtte zich vooral op landschappen en ijsberggezichten.
Na haar pensionering richtte zich volledig op het schilderen. Daarnaast voltooide ze nog een bachelorstudie Engels aan de Universiteit van Toronto in Scarborough. Ze schreef drie autobiografische boeken, getiteld A fool in paradise, The good wine en Ninety years wise waarin ze haar carrière en leven als schilder heeft beschreven.
Ze werd onder meer onderscheiden in de Orde van Canada en de Orde van Ontario. Haar werk werd tentoongesteld in heel Canada. Haar 100e verjaardag in juli 2010 werd gevierd met een tentoonstelling in de galerie van de Universiteit van Toronto. Enkele maanden later, op 25 november, overleed ze in haar eigen woning waar ze altijd zo van had gehouden.
Ze liet het huis na aan de Ontario Heritage Trust zodat het na haar dood zou voortbestaan als atelier en uitwijkplaats voor kunstenaars. Haar werk werd opgenomen in privécollecties en in die van de National Gallery of Canada, de Art Gallery of Ontario en the Doris McCarthy Art Gallery in de Universiteit van Toronto.
- Gemeinsame Normdatei: 11903106X
- International Standard Name Identifier: 0000 0000 7861 6017
- Library of Congress Control Number: n91025785
- SNAC: w6dz1j97
- Union List of Artist Names: 500074769
- Virtual International Authority File: 96208917
- WorldCat: E39PBJhXdGg6bMBQCqfd9RyDbd